# 熊誼
熊誼，字判賓，江西南昌府豐城縣人，明朝政治人物、進士出身。
鄉試十八名。洪武四年，會試第三十二名，登進士二甲，授户部主事。